# Phoenicoprocta insperata
Phoenicoprocta insperata är en fjärilsart som beskrevs av Walker 1856. Phoenicoprocta insperata ingår i släktet Phoenicoprocta och familjen björnspinnare. Inga underarter finns listade i Catalogue of Life.